# Сан-Паулу (острова)
Сан-Паулу (порт. Arquipélago de São Pedro e São Paulo) — архипелаг вулканического происхождения в Атлантическом океане. Расположен в 625 км северо-восточнее Фернанду-ди-Норонья. Острова необитаемы и административно относятся к бразильскому штату Пернамбуку.

## География
Площадь островов Сан-Паулу всего 0,015 км², архипелаг включает 15 небольших островков и скал:
- Белмонти: 5380 м²
- Челленджер: 3000 м²
- Северо-Восточный: 1440 м²
- Кабраль: 1170 м²
- Южный: 943 м²

Подземные источники пресной воды отсутствуют. Острова практически бесплодны, за исключением крупнейших, местами покрытых травой и мхами, остальные покрыты водорослями и грибками, выдерживающими постоянные солёные морские брызги. Зато на острове множество морских птиц, регулярно встречаются крабы Grapsus grapsus.
В 1986 году, вместе с Фернанду-ди-Норонья и атоллом Рокас, Сан-Паулу признан охраняемой территорией. С 1998 года Военно-морские силы Бразилии ведут регулярные исследования островов.

## Экономика
Экономическая деятельность человека на архипелаге отсутствует, но в окружающих водах развито рыболовство, в основном, тунца.